# Paulus Emili Lèpid
Paulus Emili Lèpid (en llatí: Paulus Aemilius L. f. M. n. Lepidus) va ser un magistrat romà del segle i aC. Formava part de la gens Emília i era de la família dels Emili Lèpid. Va ser fill de Luci Emili Paulus, cònsol l'any 50 aC. El seu nom presenta confusió, car els autors antics l'anomenen Paulus o Paulus Aemilius Lepidus, i també Aemilius Paullus o Aemilius Lepidus Paullus. La forma més correcta segons Smith és Paullus Aemilius Lepidus.
Probablement va fugir amb el seu pare cap a la zona dominada per Brut, i aquest li va encarregar la defensa de Creta. Després de la batalla de Filipos va recollir les restes de l'exèrcit republicà i les tropes cretenques i va salpar cap a la mar Jònica. Un temps després va negociar la pau amb els triumvirs i apareix acompanyant a Octavi en la seva campanya contra Sext Pompeu a Sicília l'any 36 aC.
L'any 34 aC va ser cònsol sufecte i l'1 de juliol d'aquell any va inaugurar l'anomenada Basílica Emília erigida inicialment pel seu pare que fins i tot s'havia deixar subornar per poder-la acabar, i que ara havia estat restaurada. L'any 22 aC va ser censor amb Luci Munaci Planc, amb qui no es va posar mai d'acord, i va morir en el càrrec. Dió Cassi sembla haver-lo confós amb el seu pare, quan diu que el censor havia estat proscrit. No és impossible que el pare i el fill fossin tots dos proscrits, encara que el fet no el menciona cap altre autor.
Es va casar amb Cornèlia, la filla de Corneli Escipió i Escribònia, que després va ser la dona d'August, del que es va convertir en fillastre. El seu fill Luci Emili Paulus es va casar amb Júlia, filla de la Júlia que encara que era de diferent pare i mare es podia considerar la seva germana, car era filla d'August.
Paulus va tenir amb Cornèlia tres fills: Luci Emili Paulus, Marc Emili Lèpid i Emília Lèpida.